# Kanban (desarrollo)

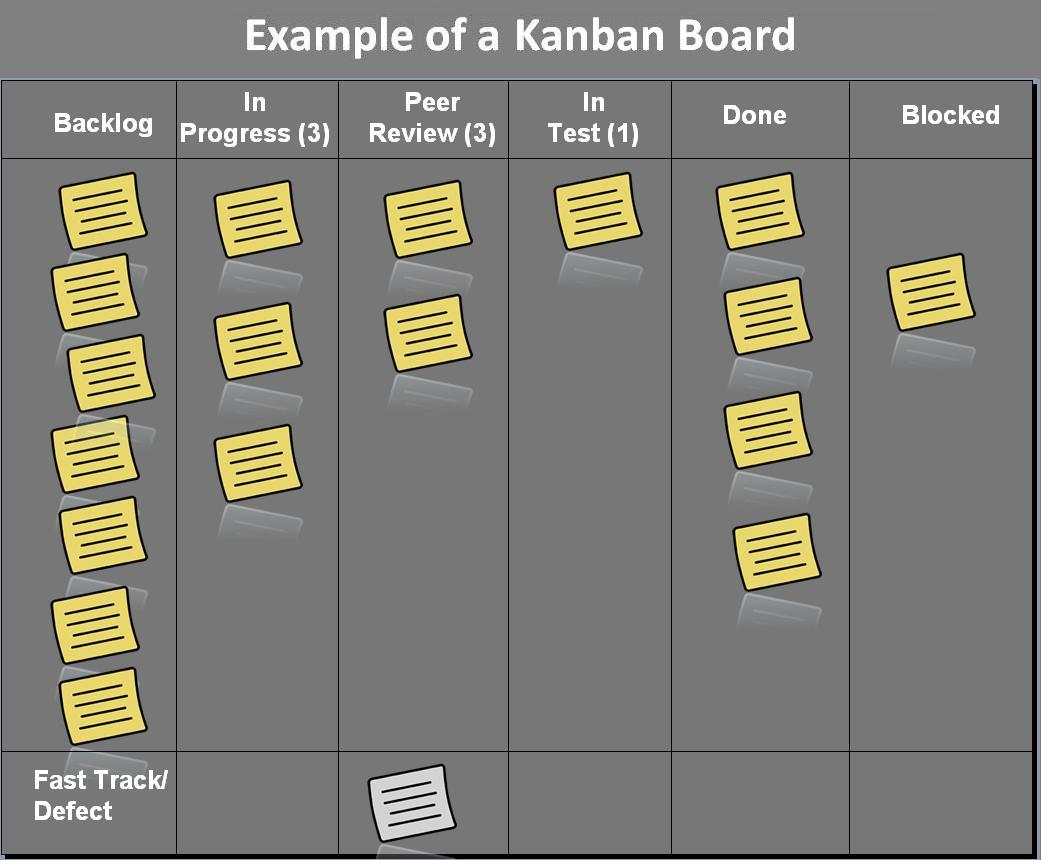

Kanban es un método para gestionar el trabajo intelectual, con énfasis en la entrega justo a tiempo, mientras no se sobrecarguen los miembros del equipo. En este enfoque, el proceso, desde la definición de una tarea hasta su entrega al cliente, se muestra para que los participantes lo vean y los miembros del equipo tomen el trabajo de una cola.    
Kanban se puede dividir en dos partes: 
- Kanban - Un sistema de gestión de proceso visual que le indica qué producir, cuándo producirlo, y cuánto producir.
- El método Kanban - Una aproximación a la mejora del proceso evolutivo e incremental para las organizaciones.

## El método Kanban
En el desarrollo de software, se utiliza el sistema Kanban virtual para limitar el trabajo en curso. 
A pesar de que el nombre se origina del idioma japonés "Kanban", que se traduce aproximadamente como "tarjeta de señal", y hay tarjetas utilizadas en la mayoría de las implementaciones de Kanban en desarrollo de software, estas tarjetas no funcionan en realidad como señales para realizar más trabajo. Representan los elementos de trabajo. De ahí el término "virtual" porque no existe una tarjeta física. 
El método Kanban formulado por David J. Anderson es una aproximación al proceso gradual, evolutivo y al cambio de sistemas para las organizaciones. Utiliza un sistema de extracción limitada del trabajo en curso como mecanismo básico para exponer los problemas de funcionamiento del sistema (o proceso) y estimular la colaboración para la mejora continua del sistema. Un ejemplo del sistema de extracción es el sistema Kanban, y es después de esta popular forma de trabajo en curso, que se ha denominado el método.

## Los principios del método Kanban
El método Kanban tiene sus raíces en cuatro principios básicos:
1. Comience por lo que va a hacer ahora
No hay por qué empezar de 0 para aplicar el proceso Kanban. Puede comenzar aplicando el método Kanban en las funciones y procesos actuales y estimular cambios continuos, incrementales y evolutivos a su sistema.
2. Se acuerda perseguir el cambio incremental y evolutivo 
La organización (o equipo) deben estar de acuerdo con que el cambio continuo, gradual y evolutivo es la manera de hacer mejoras en el sistema y debe apegarse a ello. Los cambios radicales pueden parecer más eficaces, pero tienen una mayor tasa de fracaso debido a la resistencia y el miedo en la organización. El método Kanban anima a los pequeños y continuos cambios incrementales y evolutivos a su sistema actual.
3. Respetar el proceso actual, los roles, las responsabilidades y los cargos 
Tenemos que facilitar el cambio futuro; acordando respetar los roles actuales, responsabilidades y cargos, eliminamos los temores iniciales. Esto nos debería permitir obtener un mayor apoyo a nuestra iniciativa Kanban.
4. Liderazgo en todos los niveles 
En Kanban, el liderazgo no está relegado a unos pocos elegidos, todo lo contrario. Se debe alentar hechos de liderazgo en todos los niveles de la organización de los contribuyentes individuales a la alta dirección.

## Cinco prácticas centrales del método Kanban
Anderson identificó cinco características básicas que habían sido observadas en cada implementación correcta del método Kanban. Posteriormente fueron etiquetadas como prácticas y se ampliaron con la adición de una sexta característica.
1. Visualizar 
Visualizar el flujo de trabajo y hacerlo visible es la base para comprender cómo avanza el trabajo. Sin comprender el flujo de trabajo, realizar los cambios adecuados es más difícil. Una forma común de visualizar el flujo de trabajo es el uso de columnas. Las columnas representan los diferentes estados o pasos en el flujo de trabajo.
2. Limitar el trabajo en curso 
Limitar el trabajo en curso implica que un sistema de extracción se aplica en la totalidad o parte del flujo de trabajo. El sistema de extracción actúa como uno de los principales estímulos para los cambios continuos, incrementales y evolutivos en el sistema.
3. Dirigir y gestionar el flujo 
Se debe supervisar, medir y reportar el flujo de trabajo a través de cada estado. Al gestionar activamente el flujo, los cambios continuos, graduales y evolutivos del sistema pueden ser evaluados para tener efectos positivos o negativos.
4. Hacer las Políticas de Proceso Explícitas
Configure las reglas y directrices de su trabajo. Entienda las necesidades y asegúrese de seguir las reglas. Las políticas definirán cuándo y por qué una tarjeta debe pasar de una columna a otra. Escríbalas. Cambie las reglas cuando la realidad cambie.
5. Utilizar modelos para reconocer oportunidades de mejora 
Cuando los equipos tienen un entendimiento común de las teorías sobre el trabajo, el flujo de trabajo, el proceso y el riesgo, es más probable que sea capaz de construir una comprensión compartida de un problema y proponer acciones de mejora que puedan ser aprobadas por consenso. El método Kanban sugiere que un enfoque científico sea utilizado para implementar los cambios continuos, graduales y evolutivos. El método no prescribe un método científico específico para utilizarlo.

## Comportamiento emergente con Kanban
Hay una creciente lista de comportamientos emergentes que hemos llegado a esperar de la implementación de Kanban, tales como
- Proceso único a la medida de cada cadena de valor
- Cadencias desacopladas
- Trabajo programado por el costo de la demora
- Valor optimizado con clases de servicio
- Gestión de riesgo con asignación de capacidad
- Tolerancia en la experimentación de procesos
- Gestión cuantitativa
- Propagación viral de Kanban en toda la organización
- Pequeños equipos fusionados para crear bolsas de trabajo más fluidas.

## La implementación del método Kanban
Algunos profesionales han implementado Kanban en físico utilizando notas adhesivas,  o tableros con ranuras. Más a menudo la señal es generada por un software de seguimiento de trabajos especiales, tales como:
- Mist
- Kanban Tool
- JIRA Greenhopper
- Cardmapping
- Teamhood
- Targetprocess
- Trello
- Note Board
- Más información sobre el método kanban
- Guía para la Implementación de Kanban